# Hope Davis
Hope Davis (Englewood, Nova Jérsei, 23 de março de 1964) é uma atriz estadunidense, mais conhecida por seus papéis em mais de vinte filmes, incluindo About Schmidt, Flatliners, Mumford, American Splendor e Next Stop Wonderland.

## Biografia

### Vida pessoal
Davis, segunda de três filhos, nasceu em Englewood, Nova Jérsei, sendo filha de Joan, uma bibliotecária, e William Davis, um engenheiro. Davis descreveu sua mãe como uma "grande contadora de estórias", que sempre a levava para passeios ao museu ou a "alguma outra coisa cultural" aos domingos. Em 1982, Hope se formou no colegial, onde conheceu Mira Sorvino, futura vencedora do Oscar. Atualmente, ela é casada com o ator Jon Patrick Walker, e juntos eles têm dois filhos.

### Carreira
Davis se formou em ciência cognitiva na Universidade Vassar, mas seguiu carreira como atriz em filmes independentes como The Daytrippers de 1995, e Next Stop Wonderland, em 1998. Estes papéis a levaram ao thriller Arlington Road em 1999, e About Schmidt, no qual ela interpretou a filha do personagem de Jack Nicholson. Em 2003, ela estrelou ao lado de Paul Giamatti a versão adaptada do livro de Harvey Pekar, American Splendor, como Joyce Brabner. Por este papel, ela foi indicada ao Globo de Ouro.
Ela também trabalhou nos palcos, incluindo um papel de protagonista em Spinning into Butter, em 2000. Em Abril de 2005, Davis também interpretou a protagonista na peça Hope Loves the Theater, escrita e dirigida por Charlie Kaufman.

## Filmografia

### Cinema
- 2009 Happy Together como Bunnie Burnett
- 2009 The Lodger como Ellen
- 2008 Genova como Marianne
- 2008 Synecdoche, New York como Madeline
- 2007 Charlie Bartlett como Marilyn Bartlett
- 2007 The Nines como Sarah Susan
- 2006 The Hoax como Andrea Tate
- 2006 Infamous como Slim Keith
- 2005 The Weather Man como Noreen
- 2005 Proof como Claire
- 2005 Duma como Kristin
- 2005 The Matador como Carolyn "Bean" Wright
- 2003 American Splendor como Joyce Brabner
- 2002 The Secret Lives of Dentists como Dana Hurst
- 2002 About Schmidt como Jeannie Schmidt
- 2001 Hearts in Atlantis como Liz Garfield
- 2001 Final como Ann
- 2000 Joe Gould's Secret como Therese Mitchell
- 1999 Mumford como Sofie Crisp
- 1999 Arlington Road como Brooke Wolfe
- 1998 The Impostors como Emily Essendine
- 1998 Next Stop Wonderland como Erin Castleton
- 1997 The Myth of Fingerprints como Margaret
- 1996 Mr. Wrong como Annie
- 1996 The Daytrippers como Eliza Malone D'Amico
- 1990 Flatliners como Anne Coldren

### Televisão
- 2018-presente For the People como Jill Marcus
- 2015 Allegiance como Katya O'Connor
- 2009 In Treatment como Mia
- 2007 Six Degrees como Laura Morgan
- 2001 Deadline como Brooke Benton